# ニーナ・ヴィダル
ニーナ・ヴィダル（Nina Vidal、4月20日 - ）は、アメリカ合衆国のシンガーソングライター、ピアニスト。
2008年にアルバム『ニーナ・ヴィダル』を発表。日本で大きな反響を得て、発売後6日間でiTunesにて最も多くダウンロードされ、日本のコンテンポラリー・ジャズ・アルバムの分野では1位となった。このアルバムのうち5曲はiTunesの中で最もダウンロードされたジャズの楽曲となった。
2010年にはシングル「シガレット&ワイン」と、ポール・マッカートニーの名曲をカバーした「マイ・ラヴ」をiTunesで発表。これらは9月1日に発表されたセカンド・アルバム『オープン・エンデッド・ファンタシー』にも収録されており、2012年にアメリカでもリリースされた。

## キャリア
ニューヨーク、クイーンズ区生まれ。ニューヨーク大学在学中に、毎月「オープン・マイク・ナイト」と呼ばれるイベントに参加。そこで出会ったミュージシャン、音楽プロデューサー、作曲家でもあるCatêにデモテープが認められる。これらの曲は後に『Do it again』というタイトルのEPに収録される。
2006年、日本のレコードレーベルであるVillage Againの幹部が歌声を聞き、フル・アルバムの制作および契約の話を持ちかける。
2008年、Village Again（レーベルはUni-Village）からアルバム『ニーナ・ヴィダル』が発表される。フィンランドのソウルミュージック専門誌『The Soul Express』は「時を超えた傑作」と賞賛。オールミュージックのアダム・グリーンバーグは「様々なクラシック界の女性シンガーからインスピレーションを受けつぐ。静かにゆっくりと解きほぐれていくようなスタイル」と記述した。
『ニーナ・ヴィダル』は、日本ではノラ・ジョーンズのアルバム『ノラ・ジョーンズ（Come Away With Me）』をおさえ、コンテンポラリー・ジャズの分野で8ヶ月間トップを維持。その年の9月にiTunesから最もダウンロードされたアルバムとなった。このうちの5曲は日本のiTunesからダウンロードされたジャズ・ソングの中でトップ10入りした。当時彼女は25歳。
2010年、日本のユニバーサルミュージックとサブパブリッシング契約を結ぶ。セカンド・アルバム『オープン・エンデッド・ファンタシー』でもプロデューサーのCatêが協力している。

## 各国での認知度
母国アメリカでの認知度は、アジアのファンからの評価によって支えられているといってよい。2004年に発売されたファースト・アルバムは、日本のビルボードチャートでトップの座を維持し続けた。シンガポール、フィリピンでも人気を博している。
2010年のセカンド・アルバム『オープン・エンデッド・ファンタシー』は日本のみで先行リリースされた。米国版のリリースは2012年。2011年1月に、1960年代、1970年代、1980年代のラブ・ソングをカバーしたアルバム制作を開始。2011年に前回と同じ日本のレコードレーベルであるUni-Villageより発表。

## 生活
ニューヨーク在住。アジアやヨーロッパへのツアーをたびたび行なう。

## 音楽面での影響
- ソウル、ジャズ、ヒップホップ、ワールドミュージックなどの影響を受けている。
- ジェフ・バックリィ、トレイシー・チャップマン、エイモス・リー、リズ・ライト、ジャヴァン、ニーナ・シモン、アニタ・ベイカー、シャーデー・アデュ、アントニオ・カルロス・ジョビン、フィオナ・アップルなどと比較されることがある。

## 他のミュージシャンとのコラボ
- セカンド・アルバム『オープン・エンデッド・ファンタシー』では、ロニー・プラキシコ、ジーン・ケーズ、ジェフ・ヘインズ、リー・ホーガンズ、ジョディ・レデージなどのアーティストとコラボレーションしている。
- Kenichiro Nishiharaによるアルバム『LIFE』収録の「Moon Child」ではメイン・ボーカリストとして参加している。
- プロデューサーで作曲家のCatéとはすべての作品でコラボレートしている。

## ディスコグラフィ

### スタジオ・アルバム
- 『ニーナ・ヴィダル』 - Nina Vidal (2008年)
- 『オープン・エンデッド・ファンタシー』 - The Open-Ended Fantasy (2010年)
- 『シルバー・ライニング』 - Silver Lining (2013年)

### EP
- Nina Vidal Live Session EP (2008年)
- Best Female Jazzy Tunes (2010年)

### コンピレーション・アルバム
- 『ラブ, ポップ&ソウル - ザ・カバー・セッションズ Vol.1』 - Love, Pop & Soul (The Cover Sessions Vol. 1) (2011年)
- 『COVERS～NY STYLE～』 - Covers NY Style (2014年)
- 『ベスト・オブ・ニーナ・ヴィダル』 - Best of Nina Vidal (2016年)

### シングル
- "Cigarette & Wine" (2010年)
- "Paint The Sky" (2013年)

### 参加アルバム
- Kenichiro Nishihara : 『LIFE』 - Life (2010年) ※「Moon Child」に参加